# Colonos marroquíes en el Sahara Occidental

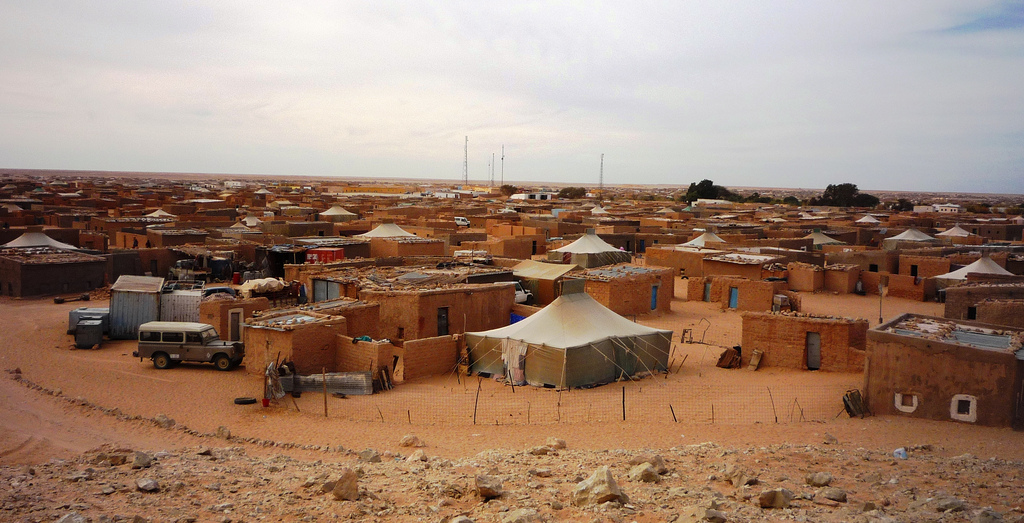
Campo de refugiados saharauis en Tinduf (Argelia).

La expresión «colonos marroquíes» hace referencia a los ciudadanos del Reino de Marruecos que han sido asentados en el Sahara Occidental a partir de la marcha verde de 1975 y en el curso del conflicto del Sahara Occidental, incitados a mudarse por los planes de asentamiento que ha promovido el Estado marroquí en la parte ocupada del Sahara –80% del territorio en disputa–. Como resultado, en 2015 se estimaba que los colonos marroquíes constituían dos tercios de los 500 000 habitantes de la región del Sahara Occidental.
De acuerdo al derecho internacional, el traslado de población por parte de Marruecos hacia el territorio ocupado es una violación directa del artículo 49 del Cuarto Convenio de Ginebra, en un caso similar al de los asentamientos israelíes o los colonos turcos en Chipre del Norte.

## Contexto histórico
El Sahara Occidental quedó bajo administración española en régimen de protectorado en 1884, durante el reparto de África, consistiendo en un primer momento en el área que se extendía entre el cabo Bojador y el cabo Blanco. España extendió gradualmente su control sobre la región durante los siguientes cuarenta años, en los que además incrementó su superficie asignada a través de negociaciones con Francia, y en 1958 el Sahara español quedó formalmente establecido como provincia tras combinarse dos divisiones administrativos previas, Río de Oro y Saguía el Hamra.
Como consecuencia de la presión ejercida por los nacionalistas saharauis, Marruecos, Mauritania y Argelia durante la década de 1970, España renunció al Sahara Occidental en virtud del Acuerdo Tripartito de Madrid, en virtud del cual fue repartido entre Marruecos y Mauritania. La resistencia del Frente Polisario y el respaldo argelino a esta organización durante la guerra del Sahara Occidental precipitaron la renuncia de Mauritania a sus reivindicaciones territoriales, dejando a Marruecos como único estado beligerante. A su vez, la ocupación marroquí y el conflicto armado provocaron que aproximadamente la mitad de los saharauis huyeran de la zona como refugiados, de manera que el Estado marroquí dispuso la repoblación de aquella con colonos.

## Papel en el proceso de paz
La situación de los colonos marroquíes juega un papel complejo en el proceso de resolución del conflicto del Sahara Occidental.

### Apoyo gubernamental de Marruecos
El Reino de Marruecos ha amparado financiera y administrativamente el asentamiento de colonos, ofreciendo diversos incentivos a los ciudadanos que deciden trasladarse al Sahara Occidental. Por ejemplo, los funcionarios que residen en el territorio ocupado reciben casi el doble del salario de sus compañeros que se desempeñan en el resto del país.

### Inquietudes de la República Saharaui
Las autoridades de la República Árabe Saharaui Democrática (RASD) rechazan la presencia de los colonos en el Sahara Occidental y los contemplan como una barrera importante para el autogobierno. Así, durante una conversación mantenida en 2018 entre Brahim Gali, presidente de la RASD, y Horst Köhler, enviado personal del secretario general de Naciones Unidas para el Sahara Occidental, Gali señaló que la política de asentamiento de población marroquí representaba un motivo de preocupación para su gobierno, debido a que la presencia de colonos está alterando significativamente la composición demográfica de la región, en lo que consideró un obstáculo para la resolución efectiva del conflicto.
A ojos del gobierno de la RASD, los colonos marroquíes, que a fecha de 2006 integraban ya la mayoría de la población del Sahara Occidental, dificultan el planteamiento de un referéndum de independencia. En ese sentido, son pocas las voces entre los nacionalistas saharauis que secundan tal referéndum sin la repatriación de los colonos a Marruecos, al temer que su voto se incline hacia el mantenimiento de la soberanía marroquí.

## Respuesta internacional
La Organización de las Naciones Unidas ha intentado mediar en las posturas enfrentadas respecto al Sahara Occidental, incluido el asunto de los colonos. A principios de la década de 2000, el enviado personal del secretario general Kofi Annan para el Sahara, James Baker, mantuvo múltiples reuniones con representantes marroquíes y saharauis para discutir el futuro de la región, en lo que finalmente resultó un esfuerzo en vano. Baker presentó asimismo dos planes de paz que introducirían una fase de cuatro años de autonomía y luego someterían la independencia a una votación estilo referéndum, que sin embargo fueron rechazados por ambas partes involucradas.
Respecto al resto del mundo, han sido escasas las ocasiones en que otro país ha tomado posición respecto a la cuestión de los colonos marroquíes. El Departamento de Estado de los Estados Unidos, por ejemplo, ha publicado informes sobre el estado de los derechos humanos en el Sahara Occidental, pero sin hacer referencia al asentamiento de población foránea.